# 사토 요시키
사토 요시키(일본어: 佐藤 喜生, 1997년 11월 6일~)는 일본의 축구 선수이다.

## 구단 경력
그는 2020년 J2리그의 기라반츠 기타큐슈에 입단했고, 2년동안 팀에서 뛰었다. 2022년 일본 지역 리그의 도치기 시티로 이적했다. 2024년부터 일본 풋볼 리그로 승격했다. 2024년 일본 풋볼 리그 우승으로 J3리그로 승격했다.